# Jules Sbroglia
Jules Sbroglia est un footballeur français, né le 10 juillet 1929 à Audun-le-Tiche et mort le 21 avril 2007 à Perpignan. Il joue au poste d'arrière central.

## Biographie
Il reçoit de France Football l'Étoile d'or 1959 désignant le meilleur footballeur professionnel de la saison. Il est finaliste avec Angers de la Coupe de France 1957 (défaite 3-6 devant Toulouse FC).
Il joue à Angers (1952-59), à l'Olympique lyonnais (1959-60) et au FC Rouen (1960-62). Il poursuit sa carrière d'abord comme joueur, à l'AS Cherbourg (1962-64) et entraîneur-joueur à AS Montferrand (1964-65), puis comme entraîneur à temps complet dans le même club (1964-67).
Jules Sbroglia a été international junior, puis international B. Il se retire à Saleilles, près de Perpignan (Pyrénées-Orientales).